# 波爾加爾
波爾加爾是匈牙利的城市，位於該國東北部，由豪伊杜-比豪爾州負責管轄，面積97.44平方公里，2011年人口7,933，其中約六成居民信奉天主教。

## 外部連結
- Polgár on Hajdú-Bihar website
- Website with information about Polgár （页面存档备份，存于）

47°51′59″N 21°07′27″E / 47.8663°N 21.1242°E